# Игидейский наслег
Игидейский наслег (якут. Игидэй нэhилиэгэ) — сельское поселение в Таттинском улусе Республики Саха (Якутия).
Административный центр и единственный населённый пункт наслега — село Дебдирге.
Глава наслега — Марков Егор Алексеевич.

## География
Наслег расположен в 45 км к северо-западу от улусного центра с. Ытык-Кюёль, в западной части Таттинского улуса. Общая территория МО «Игидейский наслег» составляет — 86 406 га. Из них: земли населенных пунктов — 538 га, земли сельскохозяйственного назначения — 5243 га, земли промышленности, энергетики, транспорта и т. д. — 88 га, земли лесного фонда — 72 232 га, земли водного фонда — 841 га, земли запаса — 7464 га. Территориально граничит с Чурапчинским улусом и Баягинским, Уолбинским, Жулейским, Таттинским наслегами. На территории наслега расположено озеро Дебдирге, также Мендийе и Чабычах (якут. Дэбдиргэ, Мээндийэ, Чабычах).

## Население
| 2002 | 2010 | 2011 | 2012 | 2013 | 2014 | 2015 |
| ---- | ---- | ---- | ---- | ---- | ---- | ---- |
| 846  | ↗863 | ↘862 | ↘836 | ↘826 | ↘811 | ↘796 |
| 2016 | 2017 | 2018 | 2019 | 2020 | 2021 |      |
| ↘789 | ↗790 | ↘789 | ↘763 | ↘757 | ↘753 |      |

## Экономика
По состоянию на 1 января 2010 года в наслеге работают 13 предприятий и организаций, включая администрацию МО «Игидейский наслег». Также работают 8 индивидуальных предпринимателей, 15 крестьянских хозяйств, в средней общеобразовательной школе учатся 186 учеников. Основная часть населения — саха. Языки общения: якутский, русский.
В селе Дэбдиргэ функционирует центральная усадьба коллективного предприятия «Эрэл», основные производства которого — мясо-молочное скотоводство, мясное табунное коневодство. Выращиваются картофель, овощи и кормовые культуры. Имеются средняя общеобразовательная школа, учреждения здравоохранения, учебно производственная мастерская, сельский дом культуры, комплекс спорта и культуры, пекарня и магазины продуктов питания.

## История
Название «Игидейская волость» впервые упоминается в сборнике под редакцией С. В. Бахрушева и С. А. Токарева «Якутия в 17 веке» (Якутск, 1953, 86—89 с.). Игидейский наслег был образован в 1924 году Указом Президиума Верховного Совета ЯАССР. Начиная с XVII века в течение двух столетий здесь правил и процветал знаменитый род Оросиных, которые будучи элитой своего времени, занимались обширной просветительской деятельностью и меценатством. Роман и Петр Ивановичи Оросины работали при Совете Народных Комиссариатов, были одними из основоположников якутской литературы, членами общественно-политического объединения «Саха омук». Неоценимый вклад в развитии национального искусства внёс Константин Григорьевич Оросин — олонхосут, который первым в истории якутской письменности увековечил текст монументального эпоса — олонхо «Нюргун Ботур Стремительный» (якутский героический эпос).
В 1881 году в местности Жерейнях наслега по ходатайству тогдашнего головы Ботурусского улуса Ивана Васильевича Оросина был определён на отбывание политической ссылки революционер-народник Эдуард Карлович Пекарский. За 18 лет проживания здесь Эдуард Карлович написал основную часть своей фундаментальной работы трёхтомного «Словаря якутского языка», имеющего всемирную известность во всём тюркоязычном пространстве.
В 1941—1945 гг. на войну из Игидейского и Жерейняхского наслегов был мобилизован 151 человек, из них 82 погибли на поле боя или пропали без вести, 69 солдат вернулись с победой. На трудовой фронт был мобилизован 31 человек, общее число ветеранов тыла составляет 390 человек.